# Леконт, Ришар
Ришар Леконт (фр. Richard Lecomte; род. 30 марта 1964, Руан) — французский футболист, выступавший на позиции защитника.

## Карьера
Выступал за «Руан», «Генгам» и «Амьен». В Дивизионе 1 — высшей французской лиге, дебютировал в составе «Руана» 16 октября 1984 года в гостевом матче против «Нанта» (1:2), выйдя на замену на 59-й минуте (в сезоне 1984/85 провёл 2 матча), в дальнейшем играл за «Руан» во втором (1985/86, 1987/88—1992/93) и третьем (1986/87) дивизионах. В 1993 году перешёл в клуб третьего дивизиона «Генгам», с которым за два сезона вышел в Дивизион 1 (в сезонах 1995/96 и 1996/97 Дивизиона 1 сыграл 65 матчей, забил 1 мяч), был его капитаном в финальном матче Кубка Франции в 1997 году. В 1996 году сыграл в 8 матчах Кубка Интертото и 2 матчах Кубка УЕФА. Сезон 1997/98 провёл в клубе второго дивизиона «Амьен».
Тренировал команды регионального уровня из Ланьона и Шатобриана.

## Достижения
- Победитель Кубка Интертото: 1996
- Финалист Кубка Франции: 1996/97